# کاترین بات
کاترین بات معروف به سی‌جی بات (انگلیسی: CJ Bott؛ زادهٔ ۲۲ آوریل ۱۹۹۵) بازیکن فوتبال اهل نیوزیلند است که در حال حاضر برای باشگاه فوتبال زنان لستر سیتی بازی می‌کند. 
از باشگاه‌هایی که در آن بازی کرده است می‌توان به باشگاه فوتبال زنان کارل زایس ینا اشاره کرد.
وی همچنین در تیم‌های ملی فوتبال زیر ۱۷ سال، زیر ۲۰ سال، و زنان نیوزیلند بازی کرده است.

## دوران باشگاهی

### کارل زایس ینا
سی‌جی بات در ۳ سپتامبر ۲۰۱۷ در برابر باشگاه فوتبال زنان توربین پوتسدام اولین بازی خود را برای باشگاه فوتبال زنان کارل زایس ینا در بوندسلیگای زنان، بالاترین سطح لیگ حرفه‌ای فوتبال زنان در آلمان، انجام داد.

### ویتسیو
در ۲۲ ژوئیه ۲۰۱۸، بات به باشگاه فوتبال زنان ویتسیو پیوست. او در ۵ اوت ۲۰۱۸ اولین بازی خود را در لیگ در برابر باشگاه فوتبال لینشوپینگ انجام داد. بات در ۲۳ نوامبر ۲۰۱۸ قرارداد جدیدی امضا کرد. او اولین گل خود را در لیگ برتر فوتبال زنان سوئد در ۲۸ آوریل ۲۰۱۹ در برابر باشگاه فوتبال لینشوپینگ به ثمر رساند و در دقیقه ۷۷ گلزنی کرد.

### وولرنگا
بات در ۱۲ سپتامبر ۲۰۲۰ در برابر باشگاه فوتبال زنان آوالدسنس اولین بازی خود را در لیگ انجام داد. او اولین گل خود را در لیگ در ۶ دسامبر ۲۰۲۰ در برابر باشگاه فوتبال زنان آرنا-بیورنار به ثمر رساند و در دقیقه ۸۳ گلزنی کرد.

### لستر سیتی
در مارس ۲۰۲۲، بات به باشگاه انگلیسی [[لستر سیتی پیوست. او در ۵ مارس ۲۰۲۲ اولین بازی خود را در لیگ در برابر باشگاه فوتبال زنان منچستر یونایتد انجام داد. در ۵ ژوئیه ۲۰۲۳، بات قرارداد خود را تا سال ۲۰۲۵ تمدید کرد.

## دوران ملی
بات عضو تیم تیم ملی فوتبال زیر ۱۷ سال زنان نیوزیلند در جام جهانی فوتبال زنان زیر ۱۷ سال ۲۰۱۲ بود و در دو بازی گروهی برای نیوزیلند بازی کرد.
در جام جهانی فوتبال زنان زیر ۲۰ سال ۲۰۱۴ به میزبانی کشور کانادا، بات در تمام سه بازی گروهی نیوزیلند و همچنین در مسابقه مرحله یک‌چهارم نهایی که به تیم ملی فوتبال زیر ۲۰ سال زنان نیجریه باختند، بازی کرد.
بات در ۱۰ مارس ۲۰۱۴ به عنوان تعویضی در شکست ۰–۴ برابر تیم ملی فوتبال زنان کره جنوبی اولین بازی ملی خود را انجام داد.
او بخشی از تیم نیوزیلند در جام جهانی فوتبال زنان ۲۰۱۵ در کانادا بود. او اولین گل ملی بزرگسالان خود را — با یک شوت قدرتمند از ۳۵ متر — در برابر تیم ملی فوتبال زنان آرژانتین در جام ملت‌های ۲۰۱۹ در بریزبین، استرالیا، در ۳ مارس ۲۰۱۹ به ثمر رساند.
او همچنین بخشی از تیم نیوزیلند در جام جهانی فوتبال زنان ۲۰۱۹ در فرانسه بود، اما در بازی دوم مرحله گروهی در برابر کانادا دچار شکستگی بازو شد.
در ۲۵ ژوئن ۲۰۲۱، بات به تیم نیوزیلند برای بازی‌های المپیک تابستانی ۲۰۲۰ دعوت شد.
بات به تیم ملی فوتبال زنان نیوزیلند برای جام جهانی فوتبال زنان ۲۰۲۳ دعوت شد.
در ۴ ژوئیه ۲۰۲۴، بات به تیم نیوزیلند برای بازی‌های المپیک تابستانی ۲۰۲۴ دعوت شد.